# Angels (utwór Robbie’ego Williamsa)
Angels – utwór muzyczny angielskiego piosenkarza Robbie’ego Williamsa z 1997, który współtworzył z Guyem Chambersem. Czwarty singiel z debiutanckiego albumu studyjnego Williamsa pt. Life Thru a Lens (1997).
Utwór został stworzony 9 stycznia 1997 w zaledwie 20 minut. Powstał na kanwie piosenki o roboczym tytule „Angles Instead”, którą napisał Ray Heffernan w 1996 w Paryżu, niedługo po poronieniu jego życiowej partnerki. Heffernan i Williams podczas wspólnego spotkania w Dublinie razem dopracowali utwór i stworzyli jego demo, które następnie Williams dopracował z Chambersem i wydał jako „Angels”, wcześniej wykreślając Heffernana z listy autorów. Twórca demo miał otrzymać jednorazowo 10 tys. funtów za zrzeknięcie się praw do tantiem za sprzedaż singla.
W 2003 odnotowano, że utwór jest jedną z pięciu kompozycji najczęściej granych podczas uroczystości pogrzebowych w Wielkiej Brytanii, w 2006 znalazł się wśród 10 najpopularniejszych piosenek wykorzystywanych do pierwszego tańca nowożeńców na brytyjskich wesel, a w 2008 zajął pierwsze miejsce na liście ulubionych przebojów wykonywanych podczas imprez karaoke.

## Listy przebojów
| Kraj          | Najwyższa pozycja |
| ------------- | ----------------- |
| Australia     | 40                |
| Austria       | 12                |
| Belgia        | 6                 |
| Francja       | 7                 |
| Holandia      | 14                |
| Nowa Zelandia | 23                |
| Szwajcaria    | 4                 |
| Szwecja       | 13                |